# Трудовой (Балашовский район)
Трудовой — опустевший поселок в Балашовском районе Саратовской области в составе сельского поселения Хопёрское муниципальное образование.

## География
Находится на расстоянии примерно 3 километра по прямой на юго-восток от районного центра города Балашов.

## История
По состоянию на 2020 год поселок опустел и превратился в урочище.

## Население
Постоянное население составляло 12 человек (100% русские) в 2002 году, 9 в 2010 году.